# 許美身
許美身（？—？），浙江仁和人，清朝政治人物。舉人出身。
咸豐六年，接替王際相。署任江蘇荆溪縣知縣。后由王雲鵬接任。咸豐九年，接替章乃登。擔任江蘇荆溪縣知縣。后由齊在銘接任。